# 2018 en sport
Cet article présente les faits marquants de l'année 2018 en sport.

## Principaux événements sportifs de l'année 2018

### Par dates(date de début)

#### Janvier
- Du 30 décembre 2017 au 6 janvier 2018 : Hopman Cup de tennis à Perth en Australie.
- Du 30 décembre 2017 au 7 janvier 2018 : Coupe du monde de ski de fond - Tour de Ski en Suisse, Allemagne et Italie.
- Du 31 décembre 2017 au 1er janvier 2018 : Tournée des quatre tremplins de saut à ski à Garmisch-Partenkirchen en Allemagne.
- 1er janvier : Coupe du monde de ski alpin à Oslo en Norvège.
- Du 3 au 4 janvier : Tournée des quatre tremplins de saut à ski à Innsbruck en Autriche
- 4 janvier : Coupe du monde de ski alpin à Zagreb en Croatie.
- Du 5 au 6 janvier : Tournée des quatre tremplins de saut à ski à Bischofshofen en Autriche
- Du 6 au 7 janvier :
  - 6e étape de la coupe du monde de bobsleigh et de skeleton à Altenberg en Allemagne.
  - Coupe du monde de ski alpin à Adelboden en Suisse.
- Du 6 au 20 janvier : Rallye Dakar en Argentine, en Bolivie et au Pérou.
- Du 12 au 14 janvier : Coupe du monde de ski alpin à Wengen en Suisse.
- Du 12 au 28 janvier : 13e édition du Championnat d'Europe de handball masculin en Croatie.
- Du 13 au 14 : 7e étape de la coupe du monde de bobsleigh et de skeleton à Saint-Moritz en Suisse.
- Du 15 au 21 janvier : 110e édition des championnats d'Europe de patinage artistique à Moscou a eu lieu en Russie.
- Du 15 au 28 janvier : Open d'Australie de tennis à Melbourne en Australie.
- Du 19 au 21 janvier : Coupe du monde de ski alpin à Kitzbühel en Autriche.
- Du 20 au 21 janvier : 8e et dernière étape de la coupe du monde de bobsleigh et de skeleton à Königssee en Allemagne.
- 23 janvier : Coupe du monde de ski alpin à Schladming en Suisse.
- Du 25 au 28 janvier : Championnat du monde des rallyes 1er manche Rallye Monte-Carlo.
- Du 27 au 28 janvier : Coupe du monde de ski alpin à Garmisch-Partenkirchen en Allemagne.
- 30 janvier : Coupe du monde de ski alpin à Stockholm en Suède.
- Du 30 janvier au 10 février : 11e édition du championnat d'Europe de futsal en Slovénie.

#### Février
- Du 3 février au 17 mars : 124e édition du Tournoi des Six Nations de rugby.
- Du 9 au 25 février : 23e édition des jeux olympiques d'hiver à Pyeongchang en Corée du Sud.
- Du 16 au 18 février : Championnat du monde des rallyes 2e manche rallye de Suède

#### Mars
- Du 1er au 4 mars : 17e édition des Championnats du monde d'athlétisme en salle à Birmingham au Royaume-Uni.
- Du 9 au 18 mars : 12e édition des Jeux paralympiques d'hiver à PyeongChang en Corée du Sud.
- Du 14 au 18 mars : Finales de la coupe du monde de ski alpin à Åre en Suède.
- Du 18 au 24 mars : 23e édition des Jeux d'hiver de l'Arctique à Hay River et Fort Smith au Canada.

#### Avril
- Du 4 au 15 avril : Jeux du Commonwealth de 2018 à Gold Coast dans le Queensland en Australie.

#### Mai
- Du 4 au 20 mai : 82e édition des Championnats du monde de hockey sur glace dans les villes de Copenhague et Herning, au Danemark.
- Du 4 au 27 mai : 101e édition du Giro d'Italia en cyclisme.
- 14 mai : l'Australien Steve Plain termine l'ascension de l'Everest et ainsi accomplit le record des « Sept sommets », qui consiste à escalader le plus rapidement possible les montagnes les plus hautes des 7 continents (Antarctique inclus, Amérique du Nord et Amérique du Sud comptées séparément), en y parvenant en 117 jours, battant le record précédent de 9 jours ; de surcroît, il accomplit ce record en gravissant 8 montagnes, puisqu'il gravit le Mont Kosciuszko en Australie et la Pyramide Carstensz en Indonésie alors que normalement seule l'une des deux est nécessaire pour représenter l'Océanie dans le record des « Sept sommets »[1].
- 16 mai :
  - deux sherpas népalais battent les records du plus grand nombre d’ascensions de l'Everest : Kami Rita Sherpa, un guide professionnel de 48 ans, bat le record masculin du plus grand nombre d’ascensions en atteignant le sommet pour la 22e fois de sa vie[2], et Lhakpa Sherpa, caissière de 44 ans dans un supermarché aux États-Unis, bat le record féminin du plus grand nombre d'ascensions de l'Everest en le grimpant pour la 9e fois[2] ;
  - finale de la Ligue Europa 2017-2018 entre l'Atlético de Madrid et l'Olympique de Marseille, à Lyon.
- 26 mai : finale de la Ligue des champions de l'UEFA disputée à Kiev en Ukraine, remportée par le Real Madrid pour la troisième fois consécutive.
- 26 et 27 mai : Finale à quatre de la Ligue des champions masculine de handball. Pour la première fois, un même pays, la France, parvient à placer trois clubs aux trois premières places. Ainsi, le Montpellier Handball, pourtant issu des poules basses, remporte son deuxième titre dans la compétition après 2003 en battant en finale le Handball Club de Nantes dont il ne s'agit que de la deuxième participation à la compétition. Comme lors des précédentes finales à quatre, le favori, le Paris Saint-Germain n'est pas parvenu à remporter le titre et doit se contenter de la troisième place après sa victoire face au tenant du titre, le Vardar Skopje.
- Du 27 mai au 10 juin : Tournoi de Roland Garros de tennis disputé à Paris en France.

#### Juin
- 12 juin : La FIFA attribue la Coupe du monde de football de 2026 aux États-Unis, au Canada et au Mexique.
- Du 14 juin au 15 juillet : 21e édition de la coupe du monde de football en Russie.
- Du 22 juin au 1er juillet : Jeux méditerranéens de 2018 en Catalogne.

#### Juillet
- 1er juillet : départ de la Golden Globe Race 2018 des Sables-d'Olonne en France
- Du 7 au 29 juillet : 105e édition du Tour de France cycliste.
- Du 2 au 15 juillet : Tournoi de Wimbledon de tennis à Londres au Royaume-Uni.

#### Août
- Du 3 au 12 août : 34e édition des Championnats d'Europe de natation à Glasgow au Royaume-Uni.
- Du 4 au 12 août : 10e Gay Games 2018 à Paris.
- DU 7 au 12 août : 24e édition des Championnats d'Europe d'athlétisme à Berlin en Allemagne.
- Du 7 au 12 août : Coupe du monde féminine de football des moins de 20 ans 2018 en Bretagne.
- Du 18 août au 2 septembre : 18e édition des Jeux asiatiques à Jakarta et Palembang en Indonésie.
- Du 25 août au 16 septembre : 73e édition de la Vuelta en cyclisme.
- Du 27 août au 9 septembre : US Open de tennis 2018 à New York aux Etats-Unis.
- Du 28 août au 1er septembre : 25e édition des championnats d'Europe de tir à l'arc à Legnica, en Pologne.

#### Septembre
- Du 1er septembre au 10 septembre : 68e édition des Championnats du monde de pentathlon moderne à Mexico au Mexique
- Du 5 septembre au 9 : 29e édition des Championnats du monde de VTT à Lenzerheide en Suisse.
- 6 septembre : début de la ligue des nations de l'UEFA en vue des éliminatoires du championnat d'Europe de football 2020.
- Du 10 septembre au 23 septembre : 8e édition des Jeux équestres mondiaux à Tryon, Caroline du Nord aux États-Unis.
- Du 10 au 28 : 19e édition du Championnat du monde de volley-ball masculin en Italie et Bulgarie.
- Du 18 au 23 : 39e édition des Championnats d'Europe de tennis de table à Alicante en Espagne.
- Du 20 au 27 : 36e édition des championnats du monde de judo à Bakou en Azerbaïdjan.
- Du 22 au 30 : 85e édition des Championnats du monde de cyclisme sur route à Melbourne et Innsbruck en Autriche.
- Du 25 au 30 : 39e édition des Championnats du monde de slalom (canoë-kayak) à Rio de Janeiro, Brésil.
- Du 28 au 20 : Ryder Cup 2018 au Golf national de Saint-Quentin-en-Yvelines en France.
- Du 29 septembre au 20 octobre : 18e édition du Championnat du monde de volley-ball féminin au Japon.

#### Octobre
- Du 6 au 18 octobre : Jeux olympiques de la jeunesse d'été de 2018 à Buenos Aires en Argentine.
- Du 20 au 30 : 68e édition du Championnats du monde de lutte à Budapest en Hongrie.

#### Novembre
- 4 novembre : Départ depuis Saint-Malo en France de la Route du Rhum (course transatlantique à la voile).
- Du 28 novembre au 16 décembre : Coupe du monde de hockey sur gazon masculin 2018 à Bhubaneswar en Inde.
- Du 29 novembre au 16 décembre : Championnats d’Europe de handball féminin en France.

#### Décembre
- 2 décembre : Tirage au sort des éliminatoires de l'Euro 2020 de football masculin.
- 2 décembre : Début de la coupe du monde de biathlon.
- 3 décembre : Tirage au sort final four ligue des nations.
- 3 décembre  : remise du ballon d'or 2018, du trophée Kopa et du ballon d'or féminin.

## Par sport

### Athlétisme
- 30 juin, Abderrahman Samba devient le second athlète à descendre sous les 47 secondes en 400 mètres haies, avec 46 s 98, à Paris.
- 16 septembre :
  - Lors du marathon de Berlin le Kényan Eliud Kipchoge bat le record du monde avec un temps de 2 h 01 min 39 s soit 1 minute et 18 secondes de moins que le précédent record.
  - Le Français Kevin Mayer bat le record du monde du décathlon lors du Décastar de Talence avec 9126 points au terme des dix épreuves soit 81 points de plus que le précédent record

### Rallye
- Sylvain Michel est champion de France des rallyes sur terre.

### Rugby à XIII
- 10 juin : à Perpignan, Saint-Estève XIII Catalan remporte la Coupe de France face à Limoux 30-26 après prolongations.
- 1er juillet : à Albi, Avignon remporte le Championnat de France face à Limoux 34-28.